# وليد عزيز
وليد عزيز (بالفرنسية: Walid Azaiez)‏ وهو لاعب كرة قدم دولي تونسي سابق، ولد في 25 أبريل 1976 في تونس العاصمة وشغل خطة مدافع.

## الأندية
- 1996–1997: النادي الرياضي لحمام الأنف
- 1997–2004: الترجي الرياضي التونسي
- 2004–2007: النادي الإفريقي

## الألقاب
- كأس الكؤوس الأفريقية: 1998
- الرابطة التونسية المحترفة الأولى: 1999، 2000، 2001، 2002، 2003
- كأس تونس لكرة القدم: 1999

## روابط خارجية
وليد عزيز على موقع قاعدة بيانات كرة القدم.إي يو (الإنجليزية)
- وليد عزيز على موقع ناشيونال فوتبول تيمز (الإنجليزية)
- وليد عزيز على موقع Soccerway.com (الإنجليزية)